# Farmakogenetyka
Farmakogenetyka – dział nauki (z pogranicza farmakologii i genetyki) zajmujący się badaniem wpływu pojedynczych genów na reakcję organizmu na podanie określonych leków. Badania farmakogenetyczne mają istotne znaczenie dla prowadzenia prawidłowej i bezpiecznej farmakoterapii. W tych badaniach ocenia się: skuteczność, bezpieczeństwo leków (działania niepożądane), a także interakcje lekowe.
Przykładem działania pojedynczego genu na farmakodynamikę stosowanego w lecznictwie jest genetycznie uwarunkowane wydłużenie zwiotczającego mięśnie działania sukcynylocholiny związane z występowaniem u niektórych pacjentów wariantu genu dla pseudocholinoesterazy cholinowej.
Tego typu nieoczekiwane i nieprawidłowe reakcje na podanie leków można zaliczyć do osobnej grupy wrodzonych defektów metabolicznych. Mutacje (polimorfizm genu) odpowiedzialne za te efekty dotyczą zwykle białek enzymatycznych biorących udział w biotransformacji leku lub pośredniczących w jego działaniu (białka receptorowe). Podstawowe znaczenie w biotransformacji leków ma cytochrom P450. Tego typu defekty genetyczne nie powodują żadnych objawów, dopóki nie zastosuje się u obciążonej osoby danej substancji leczniczej.
W wyniku zaburzenia działania leku może dochodzić do:
- nadmiernego działania leku (zmniejszenie biotransformacji)
- niedostatecznego lub nieobserwowalnego działania leku (zwiększenie biotransformacji)
- wystąpienia toksycznych i innych działań niepożądanych.